# 任邁 (1913年)
任邁（1913年—1941年2月），字介屏，原名國藩。共產黨黨員，曾任丹南中心縣委副書記兼組織部長。

## 生平
任邁自幼勤奮好學，早年曾參與丹陽青年救亡服務團，之後中共中央東南分局調任邁去景德鎮中心縣委工作，在都昌、湖口、邵陽、彭澤等地幫助聯繫的黨員，增強黨員間的關係。1939年1月10日，隨葉飛的新四軍第三支隊第六團到達茅山根據地，任中共蘇南特委委員、民運部部長。1940年3月丹南中心縣委成立，任邁任副書記兼組織部長。1941年2月任邁與袁先鋒在寶堰鎮殉國。2015年8月24日，被列入民政部公布的第二批600名著名抗日英烈和英雄群體名錄。